# Жан Фери
Жан Фери (на френски: Jean Ferry) е френски писател и сценарист.
Роден е на 16 юни 1906 година в Капан. Работи главно като сценарист, но публикува и други литературни текстове, вкблючително изследвания за писателя Реймон Русел. Сред филмите по негов сценарий са „Кеят на ювелирите“ („Quai des Orfèvres“, 1947), „Нана“ („Nana“, 1955), „Si tous les gars du monde...“ (1956), „Адът“ („L'Enfer“, 1994). Фери е активен участник в движението на патафизиката и сътрудничи на кръга „Улипо“.
Жан Фери умира на 5 септември 1974 година в Кретей.

## Избрана филмография
- „Кеят на ювелирите“ („Quai des Orfèvres“, 1947)
- „Нана“ („Nana“, 1955)
- „Това се нарича зора“ („Cela s'appelle l'aurore“, 1956)
- „Si tous les gars du monde...“ (1956)
- „Първата нощ“ („La prima notte“, 1959)
- „Адът“ („L'Enfer“, 1994)